# Lac Obalski
Pour les articles homonymes, voir Obalski.
Le lac Obalski (Ac8amos8an en algonquin) est un plan d'eau douce de la partie Nord du territoire de Amos et de la partie Sud de la municipalité de Saint-Dominique-du-Rosaire, dans la région administrative de l’Abitibi-Témiscamingue, dans la province de Québec, au Canada.
La foresterie constitue la principale activité économique du secteur. Les activités récréotouristiques arrivent en second. La navigation de plaisance est possible sur ce plan d’eau, toutefois elle est limitée sur la rivière Harricana au Nord-Ouest par le Rapide Kodjidji et au Sud par les Rapides Kakinwad-jiwanag.
Le bassin versant du lac Obalski est accessible grâce à la route forestière route 395 passant au Sud-Est du lac ; et la route 109, passant à l’Ouest et au Nord du lac. La surface du lac Obalski est généralement gelée du début de décembre à la fin avril.

## Géographie
Ce lac comporte une longueur de 10,6 km dans le sens Nord-Sud, une largeur maximale de 3,2 km et une altitude de 293 m. Les collines de Béarn dont le sommet de 352 m en altitude est situé à 3,2 km du côté Ouest du lac.
Le lac Obalski s’approvisionne du côté Sud par la rivière Harricana et du côté Est par la rivière Obalski.
À partir de l’embouchure du lac Obalski, il suffit de naviguer sur 0,8 km vers l’Ouest pour entrer dans la Réserve aquatique projetée de la Haute Harricana.
L’embouchure du lac Obalski est localisé au fond d’une baie au Nord-Ouest, soit à :
- 25,3 km au Nord de Amos ;
- 297 km au Sud-Est de la confluence de la rivière Harricana ;
- 112 km au Sud du centre-ville de Matagami ;
- 78,3 km au Sud-Ouest du centre du village de Lebel-sur-Quévillon[2].

Les principaux bassins versants voisins du lac Obalski sont :
- côté Nord : rivière Coigny, rivière Miniac, rivière Obalski ;
- côté Est : rivière Obalski, rivière Obalski Sud ;
- côté Sud : rivière Harricana, rivière Landrienne ;
- côté Ouest : rivière Davy, rivière Chicobi.

## Toponymie
Le toponyme "lac Obalski" a été officialisé le 5 décembre 1968 par la Commission de toponymie du Québec lors de sa création. Il est nommé en l'honneur de Joseph Obalski, inspecteur des mines de la province de Québec.